# 1946年多米尼加地震
1946年多米尼加共和国地震（西班牙语:Terremoto de República Dominicana de 1946）是指1946年8月4日UTC17:51发生在多米尼加共和国山美纳省的8.0级地震，并在同年8月8日UTC13:28发生了7.6级的余震。